# Milan Indoor 1987
Il Milan Indoor 1987 è stato un torneo di tennis giocato sul sintetico indoor. È stata la 10ª edizione del Milan Indoor, che fa parte del Nabisco Grand Prix 1987. Si è giocato a Milano in Italia, dal 30 marzo al 5 aprile 1987.

## Campioni

### Singolare
Boris Becker ha battuto in finale  Miloslav Mečíř con il punteggio di 6–4, 6–3

### Doppio
Boris Becker /  Slobodan Živojinović hanno battuto in finale  Sergio Casal /  Emilio Sánchez con il punteggio di 3–6, 6–3, 6–4